# Shirly Gómez
Shirly Gómez Reyes (Barranquilla, 7 de septiembre de 1978) es una modelo, actriz y Presentadora colombiana.

## Biografía
Shirly Gómez Reyes nació el 7 de septiembre de 1978, en Barranquilla. Es comunicadora social de la Universidad Autónoma del Caribe. En el 2003 ganó uno de los realities más importantes en Colombia, Protagonistas de Novela (Colombia); de ahí comenzó una irregular carrera como actriz. Ha estado nominada como mejor actriz revelación, en los premios TVyNovelas.
Shirly Gómez Reyes fue estudiante del colegio Centro Social Don Bosco de Barranquilla y su belleza sobresalía de entre tantas compañeras tan hermosas de esa institución.
Luego del programa participó en la edición colombiana de Bailando por un Sueño Internacional, y fue porrista del equipo de fútbol colombiano Atlético Junior. La barranquillera participó en varios concursos de belleza como Miss Tanga Cristal, Miss Juventud, Miss Belleza Juvenil, Reinado Nacional del Arroz, Señorita Atlántico y Miss Mundo Colombia. En este último ganó el premio de la sonrisa más linda y ocupó el tercer lugar en el premio por la mejor modelo, y representó a San Andrés. 
Se casó en 2006 con Heiver Sánchez, con el que tuvo 2 hijos (Cristian y Aaron) y, del que pocos años después, se divorció.
En el 2015 regresa a las pantallas con el personaje de Maria Paula en Diomedes, el Cacique de La Junta.

## Filmografía

### Televisión
- Nadie me quita lo bailao (2018) — Salomé
- La ley del corazón (2017) —
- Cuando vivas conmigo (2016-2017) — Andrea
- Entre panas (2016)
- Sala de urgencias 2 (2016)
- Diomedes, el Cacique de La Junta (2015) — María Paula
- La hija del mariachi (2006-2008) —Daniela
- Las noches de Luciana (2004-2005) — Zaray

## Programas
- La vuelta al mundo en 80 risas (2022) — Participante[6]
- La kalle (Emisora de radio y tv)
- Cápsulas (2013) — Presentadora
- Latin Angels, Show Business TV Studios (2011) —
- Bailando por un sueño (2006) — Presentadora
- Belleza al Día, Cosmopolitan (2004) — Presentadora
- Protagonistas de novela (2003) — Participante

## Cine
- Lokillo en: Mi otra yo (2021) — Simona Zuluaga[7]

## Comerciales
- Chicas Águila
- Bésame
- TvyNovelas

## Premios y nominaciones

### Premios TVyNovelas
| Año  | Categoría                             | Telenovela                       | Resultado |
| ---- | ------------------------------------- | -------------------------------- | --------- |
| 2016 | Mejor actriz de reparto de telenovela | Diomedes, el Cacique de La Junta | Nominada  |

| Año  | Categoría                     | Telenovela            | Resultado |
| ---- | ----------------------------- | --------------------- | --------- |
| 2005 | Mejor actriz/actor revelación | Las noches de Luciana | Nominada  |